# Niederhalberg
Niederhalberg ist ein Stadtteil von Hennef (Sieg) im Rhein-Sieg-Kreis in Nordrhein-Westfalen. 

## Lage
Niederhalberg liegt, wie das unmittelbar nördlich benachbarte Oberhalberg, rechts der Sieg oberhalb der Bülgenaueler Flussschleife am Fuß des Stachelbergs in der Gemarkung Lauthausen. Die Höhe über dem Meeresspiegel beträgt 180 Meter. Innerhalb des Stadtgebiets von Hennef liegt Niederhalberg an der nordöstlichen Gemeindegrenze. Nachbarort ist im Süden Berg und im Westen Kningelthal. Nachbargemeinde im Osten ist Ruppichteroth.

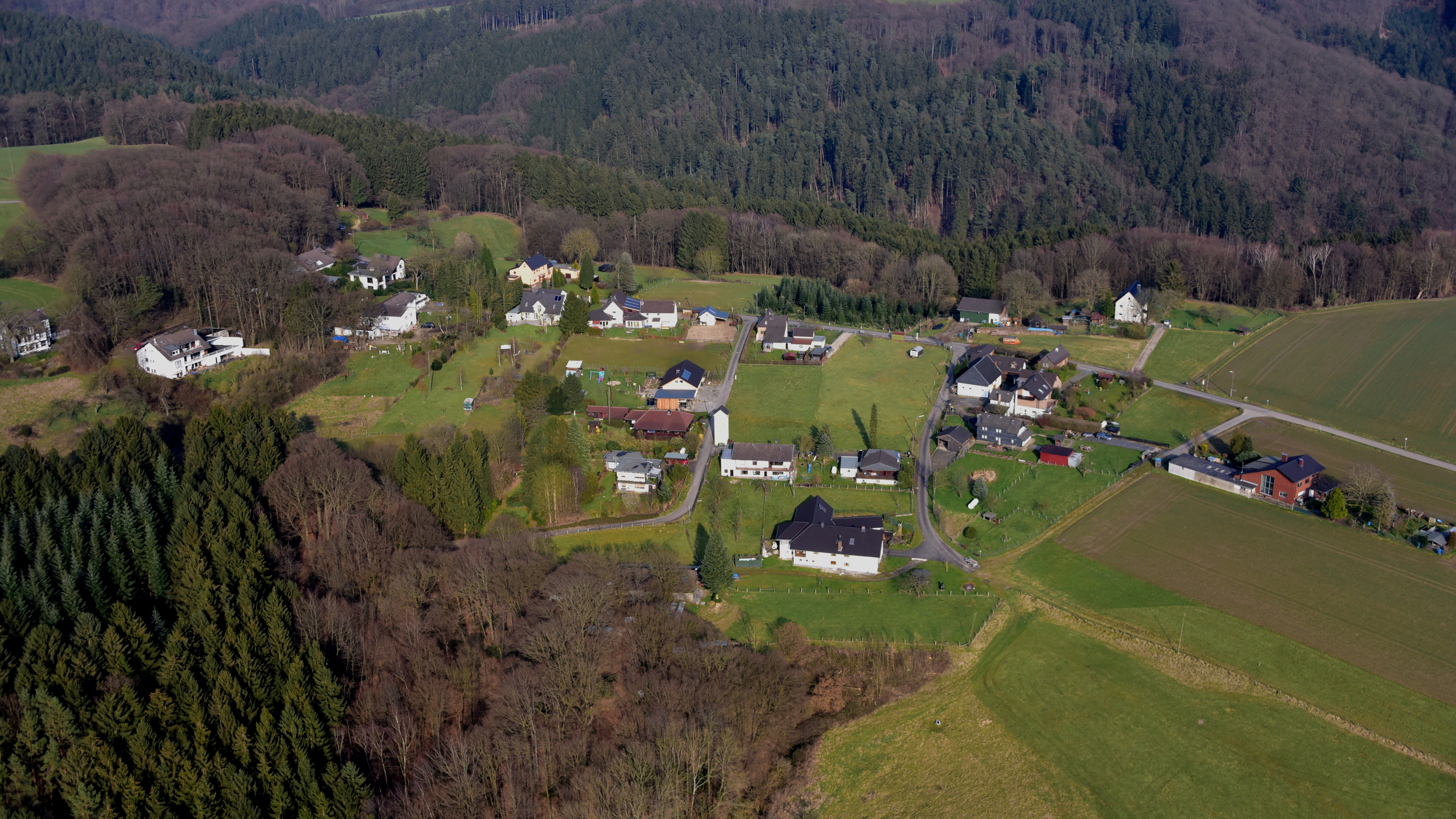
Niederhalberg, Luftaufnahme (2016)

## Geschichte
Der Ort Niederhalberg entstand, gemeinsam mit Oberhalberg, in der Rodungsperiode des Hochmittelalters an den Hängen der Siefen. Zunächst gehörte der Ort zur Honnschaft Bödingen, das rund zwei Kilometer westlich des Ortes liegt. Schließlich wurde die Honnschaft Bödingen der Honnschaft Lauthausen zugeschlagen.
Bis zum 1. August 1969 gehörte Niederhalberg zur Gemeinde Lauthausen, im Rahmen der kommunalen Neugliederung des Raumes Bonn wurde Lauthausen, damit auch der Ort Niederhalberg, der damals neuen amtsfreien Gemeinde „Hennef (Sieg)“ zugeordnet.

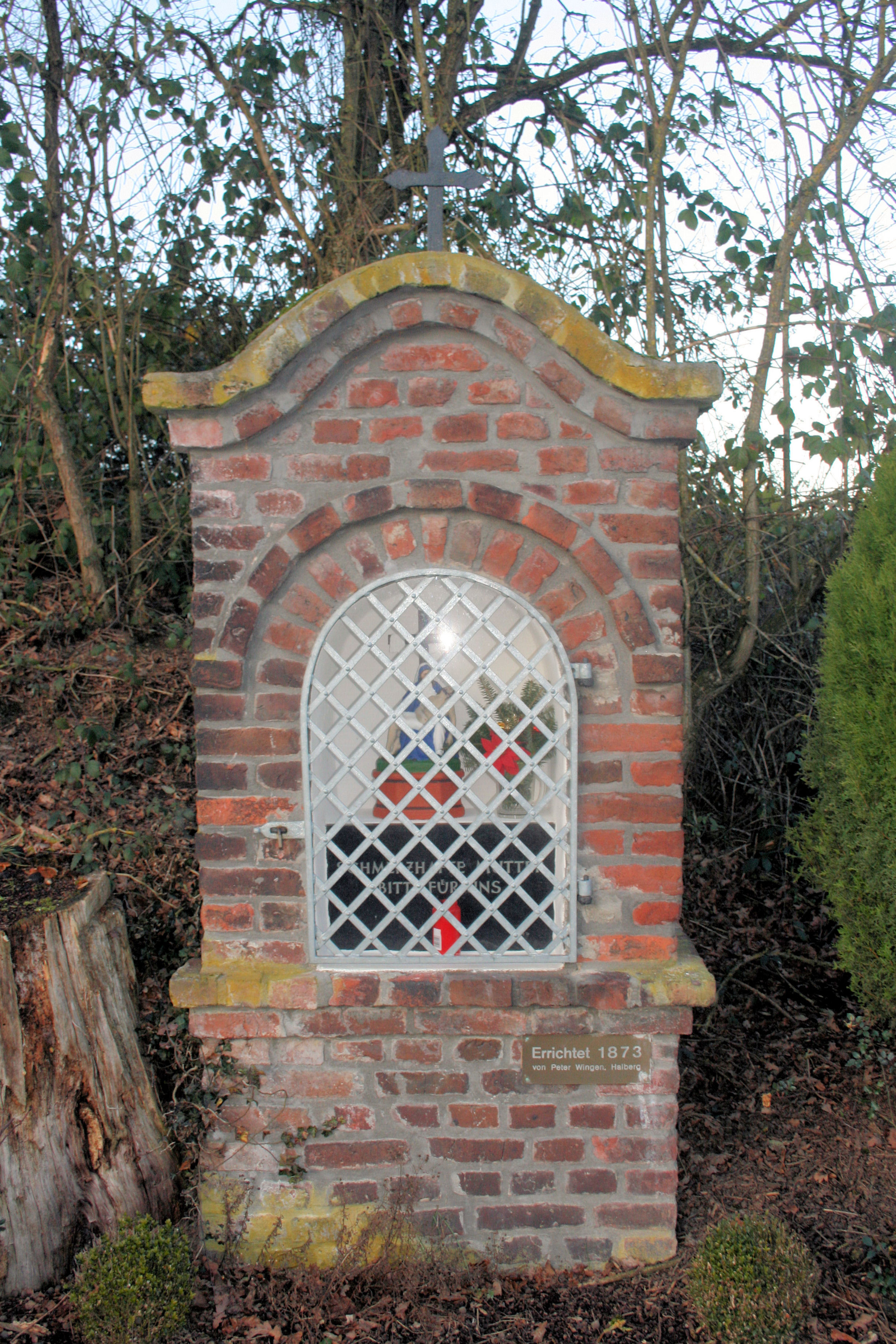
Bildstock in Niederhalberg

## Baudenkmäler
Als Baudenkmal unter Denkmalschutz stehen in Niederhalberg eine Fachwerkhofanlage (Auf dem Niederhalberg 7) sowie ein Wegekreuz (Ecke Zur Bitze/Auf dem Niederhalberg). Außerdem als Baudenkmal geschützt ist ein Kriegerdenkmal, das als Ehrenmal an die Toten der beiden Weltkriege aus den Dörfern Berg, Niederhalberg, Oberhalberg und Oppelrath erinnert. 

## Infrastruktur und Verkehrsanbindung
Niederhalberg liegt an der Straße, die Oberauel mit Oberhalberg verbindet. An das Busnetz der Stadt Hennef ist Niederhalberg durch Linienbedarfsverkehr (AST-Verkehr) angebunden. Zusätzlich sind außerhalb der Schulferien auch spezielle Linien im Einsatz, um die Anbindung verschiedener Hennefer Schulen zu ermöglichen. Der nächstgelegene Bahnhof ist Blankenberg (Sieg) an der Siegstrecke, unterhalb von Stadt Blankenberg gelegen.
Der Ort verfügt über keine eigene Schule, die nächstgelegene Grundschule ist in Happerschoß. Auch eine eigene Kirche fehlt, der Ort gehört zur Pfarrgemeinde Bödingen.

## Wirtschaft
In dem traditionell landwirtschaftlich geprägten Ort ist heute zunehmend das Kleingewerbe von Bedeutung (Textilien, Musikpromotion).